# Edições do Windows 10
O Windows 10 tem doze edições, todas com diversos conjuntos de recursos, casos de uso ou dispositivos pretendidos. Certas edições são distribuídas apenas em dispositivos diretamente de um fabricante de equipamento original (OEM), enquanto edições como Enterprise e Education estão disponíveis apenas por meio de canais de licenciamento por volume. A Microsoft também disponibiliza edições do Windows 10 aos fabricantes de dispositivos para uso em classes específicas de dispositivos, incluindo dispositivos IoT e o Windows 10 Mobile para smartphones anteriormente comercializado.

## Edições básicas
As edições básicas são as únicas edições disponíveis como compras autônomas em pontos de venda.

### Home
O Windows 10 Home foi projetado para uso em PCs, tablets e PCs 2 em 1. Inclui todos os recursos direcionados aos consumidores.

### Pro
O Windows 10 Pro inclui todos os recursos do Windows 10 Home, com recursos adicionais voltados para profissionais e ambientes de negócios, como Active Directory, Remote Desktop, BitLocker, Hyper-V e Windows Defender Device Guard.
Pro for Workstations
O Windows 10 Pro for Workstations foi projetado para hardware de ponta para tarefas intensivas de computação e oferece suporte aos processadores Intel Xeon e AMD Opteron e os mais recentes AMD Epyc; até quatro CPUs; até 6TB de RAM/ o sistema de arquivos ReFS; Módulo de memória dupla em linha não volátil (NVDIMM); e acesso remoto direto à memória (RDMA).

## Edições organizacionais
Essas edições adicionam recursos para facilitar o controle centralizado de muitas instalações do sistema operacional em uma organização. O principal meio de adquiri-los é um contrato de licenciamento por volume com a Microsoft.

### Education
O windows 10 Education é distribuído por meio de Licenciamento por Volume Acadêmico. Ele foi desenvolvido a partir do Windows 10 Enterprise e inicialmente relatado ter o mesmo conjunto de recursos. A partir da versão 1709, no entanto, esta edição tem menos recursos. Consulte Gráfico de comparação para obter detalhes.

### Pro Education
Esta edição foi lançada em julho de 2016 para parceiros de hardware em novos dispositivos adquiridos com a licença acadêmica K–12 com desconto. Ele foi criado a partir da edição Pro do Windows 10 e contém basicamente os mesmos recursos do Windows 10 Pro, com diferentes opções desabilitadas por padrão, e adiciona opções para configuração e implantação em um ambiente educacional. Ele também apresenta um aplicativo "Set Up School PCs" que permite o provisionamento de configurações usando uma unidade flash USB e não inclui Cortana, sugestões da Microsoft Store, Windows Sandbox ou Windows Spotlight.

### Enterprise
O Windows 10 Enterprise fornece todos os recursos do Windows 10 Pro, com recursos adicionais para auxiliar as organizações baseadas em TI. O Windows 10 Enterprise é configurável em dois canais de serviço, Canal Semestral e Programa Windows Insider.
Enterprise LTSC
Enterprise LTSC(Long-Term Servicing Channel) (anteriormente LTSB (Long-Term Servicing Branch)) é uma variante de suporte de longo prazo do Windows 10 Enterprise lançado a cada 2 a 3 anos. Cada lançamento é compatível com atualizações de segurança por 10 anos após seu lançamento e intencionalmente não recebe atualizações de recursos. Alguns recursos, incluindo a Microsoft Store e aplicativos agrupados, não estão incluídos nesta edição. Esta edição foi lançada pela primeira vez como Windows 10 Enterprise LTSB (Long-Term Servicing Branch). Existem atualmente 3 lançamentos do LTSC: um em 2015 (versão 1507), um em 2016 (versão 1607) e um em 2018 (versão 1809).

## Edições específicas
Essas edições são licenciadas apenas para OEM (fabricante do equipamento original) e são obtidas principalmente por meio da compra de hardware que o inclui:

### IoT
A edição IoT (do inglês: Internet of Things) é uma variante rebatizada dos sistemas operacionais incorporados anteriores da Microsoft, o Windows Embedded. Projetado especificamente para uso em dispositivos de baixo custo e pequenas dimensões e ambientes IoT. Cinco edições estão disponíveis: IoT Core, IoT Core Pro e IoT Enterprise, bem como IoT Core LTSC e IoT Enterprise LTSC.

### Team
A versão Team é uma edição específica usada pelo Quadro interativo do Surface Hub da empresa Microsoft.

## Edições descontinuadas
As seguintes edições do Windows 10 foram descontinuadas (a partir do Windows 10 versão 1803). Para Mobile e Mobile Enterprise, a Microsoft confirmou que estava saindo do mercado de dispositivos móveis para o consumidor, portanto, nenhum produto sucessor está disponível.
Mobile
O Windows 10 Mobile foi projetado para smartphones, incluindo capacidade de Continuum. Foi o sucessor de fato do Windows Phone 8.1 e do Windows RT.
Mobile Enterprise
O Windows 10 Mobile Enterprise forneceu todos os recursos do Windows 10 Mobile, com recursos adicionais para ajudar as organizações baseadas em TI, de maneira semelhante ao Windows 10 Enterprise, mas otimizado para dispositivos móveis.
IoT Mobile
Um equivalente binário do Windows 10 Mobile Enterprise licenciado para aplicativos IoT. Também conhecido como IoT Mobile Enterprise.
S
O Windows 10 S é uma edição limitada de recursos do Windows 10 projetada principalmente para dispositivos de baixo custo no mercado educacional. Possui processo de configuração inicial e login mais rápido e permite que os dispositivos sejam provisionados usando uma unidade USB com o aplicativo "Set Up School PCs". O Windows 10 S permite a instalação de software (tanto a Plataforma Universal do Windows quanto os aplicativos da API do Windows) apenas a partir da Microsoft Store, e programas de linha de comando e shells (mesmo da Microsoft Store) não são permitidos. As configurações do sistema são bloqueadas para permitir que apenas o Microsoft Edge como navegador padrão com o Bing como mecanismo de busca. O sistema operacional pode ser atualizado para Windows 10 Pro por uma taxa, para permitir a instalação irrestrita de software. Todos os dispositivos Windows 10 S incluem uma assinatura gratuita de um ano do Minecraft: Education Edition. Os críticos compararam a edição ao Windows RT e o consideraram um concorrente do Chrome OS.
Em março de 2018, a Microsoft anunciou que descontinuaria o Windows 10 S, alegando confusão entre fabricantes e usuários finais. A Microsoft afirmou que iria substituir esta edição com a capacidade de os fornecedores enviarem seus dispositivos Windows 10 Home ou Pro no "Modo S", em que o padrão do Windows permite que apenas aplicativos sejam instalados da Microsoft Store. O modo S não exige pagamento para desativar essas restrições.
Windows 10X
Anunciado originalmente para uso em dispositivos de tela-dupla, como o Surface Neo e outros fatores de forma potencial, o 10X apresentava uma interface de usuário modificada projetada em torno de interações específicas de contexto ou "posturas" em tais dispositivos, incluindo um menu Iniciar reprojetado sem blocos e o uso de tecnologia de contêiner para executar o software Win32. Em 4 de maio de 2020, a Microsoft anunciou que o Windows 10X seria inicialmente usado em dispositivos de tela única, e que eles continuariam "a procurar o momento certo, em conjunto com nossos parceiros OEM, para trazer dispositivos de tela dupla ao mercado". Em 18 de maio de 2021, o chefe de serviço e entrega do Windows, John Cable, afirmou que o Windows 10X foi descartado como um produto personalizado e que os conceitos que foram desenvolvidos para o 10X serão aproveitados como parte de atualizações futuras.

## Variações
Tal como acontece com as versões anteriores do Windows desde o Windows XP, todas as edições do Windows 10 para hardware de PC têm variações "N" e "KN" na Europa e na Coreia do Sul que excluem certas funcionalidades multimídias agrupadas, incluindo reprodutores de mídia e componentes relacionados, a fim de cumprir com decisões antitruste. O "Pacote de recursos de mídia" pode ser instalado para restaurar esses recursos".
Tal como acontece com o Windows 8.1, um preço reduzido "Windows 10 com Bing" SKU está disponível para OEMs; ele é subsidiado por ter o mecanismo de pesquisa Bing da Microsoft definido como padrão, que não pode ser alterado para um mecanismo de pesquisa diferente pelos OEMs. Ele se destina principalmente a dispositivos de baixo custo e é idêntico ao Windows 10 Home.
Em maio de 2017, foi relatado que a Microsoft, como parte de sua parceria com a China Electronics Technology Group, criou uma variante especialmente modificada do Windows 10 Enterprise("G") projetada para uso em filiais do governo chinês. Esta variante é pré-configurada para "remover recursos que não são necessários para funcionários do governo chinês" e permitir o uso de seus algoritmos de criptografia internos.

## Gráfico de comparação
| Item                              | Significado |
| --------------------------------- | --- |
| Sim                               | O recurso está presente na edição dada |
| sim, desde [atualização]          | O recurso está presente em determinada edição após a instalação de uma determinada atualização |
| Não                               | O recurso está ausente na edição fornecida |
| Não, desde [atualização]          | O recurso está ausente em determinada edição após a instalação de uma determinada atualização (pode estar total ou parcialmente presente antes dessa atualização)                                 |
| [Explicação]                      | O recurso está parcialmente presente na edição fornecida |
| [Explicação], desde [atualização] | O recurso está parcialmente presente em determinada edição, após a instalação de uma determinada atualização (pode estar totalmente presente antes dessa atualização ou nem mesmo estar presente) |

| Características                                              | Home                             | Pro                                    | Pro Education                          | Education                              | Pro for Workstations                                                                 | Enterprise                             |
| ------------------------------------------------------------ | -------------------------------- | -------------------------------------- | -------------------------------------- | -------------------------------------- | ------------------------------------------------------------------------------------ | -------------------------------------- |
| Arquitetura                                                  | IA-32, x86-64                    | IA-32, x86-64                          | IA-32, x86-64                          | IA-32, x86-64                          | IA-32, x86-64                                                                        | IA-32, x86-64                          |
| Disponibilidade                                              | OEM, Varejo                      | OEM, Varejo, Licenciamento por volume  | Licenciamento por volume acadêmico     | Licenciamento por volume               | OEM (workstation PCs), Varejo (atualização do Home ou Pro), Licenciamento por volume | Licenciamento por volume               |
| Tem Variações N ou KN?                                       | Sim                              | Sim                                    | Sim                                    | Sim                                    | Sim                                                                                  | Sim                                    |
| memória física máxima (RAM)                                  | 4 GB em IA-32 128 GB em x86-64   | 4 GB em IA-32 2 TB (2048 GB) em x86-64 | 4 GB em IA-32 2 TB (2048 GB) em x86-64 | 4 GB em IA-32 2 TB (2048 GB) em x86-64 | 4 GB em IA-32 6 TB (6144 GB) em x86-64                                               | 4 GB em IA-32 6 TB (6144 GB) em x86-64 |
| Máximo de soquetes de CPU                                    | 1                                | 2                                      | 2                                      | 2                                      | 4                                                                                    | 4                                      |
| Máximo de CPU cores                                          | 64                               | 128                                    | 128                                    | 128                                    | 256                                                                                  | 256                                    |
| Nível mínimo de telemetria                                   | Requerido                        | Requerido                              | Requerido                              | Dados de segurança                     | Requerido                                                                            | Dados de segurança                     |
| Continuum                                                    | Sim                              | Sim                                    | Sim                                    | Sim                                    | Sim                                                                                  | Sim                                    |
| Segurança familiar e controle dos pais                       | Sim [ 49 ]                       | Sim [ 49 ]                             | Sim [ 49 ]                             | Sim [ 49 ]                             | Sim [ 49 ]                                                                           | Sim [ 49 ]                             |
| Cortana                                                      | Sim                              | Sim                                    | Sim, desabilitado por padrão           | Sim, desde 1703                        | Sim                                                                                  | Sim                                    |
| Criptografia de dispositivo de hardware                      | Sim                              | Sim                                    | Sim                                    | Sim                                    | Sim                                                                                  | Sim                                    |
| Microsoft Edge                                               | Sim                              | Sim                                    | Sim                                    | Sim                                    | Sim                                                                                  | Sim                                    |
| Suporte a pacote de dados de vários idiomas                  | Sim                              | Sim                                    | Sim                                    | Sim                                    | Sim                                                                                  | Sim                                    |
| Gerenciamento de dispositivos móveis                         | Sim                              | Sim                                    | Sim                                    | Sim                                    | Sim                                                                                  | Sim                                    |
| Carregamento lateral de aplicativos de linha de negócios     | Sim                              | Sim                                    | Sim                                    | Sim                                    | Sim                                                                                  | Sim                                    |
| Virtual desktops                                             | Sim                              | Sim                                    | Sim                                    | Sim                                    | Sim                                                                                  | Sim                                    |
| Windows Hello                                                | Sim                              | Sim                                    | Sim                                    | Sim                                    | Sim                                                                                  | Sim                                    |
| Pode pausar as atualizações?                                 | Sim, desde 1903                  | Sim                                    | Sim                                    | Sim                                    | Sim                                                                                  | Sim                                    |
| Windows Spotlight                                            | Sim                              | Sim                                    | Sim                                    | Sim                                    | Sim                                                                                  | Sim                                    |
| Sugestões da Microsoft Store                                 | Sim                              | Sim                                    | Sim, desabilitado por padrão           | Sim, desabilitado por padrão           | Sim                                                                                  | Sim                                    |
| Area de trabalho remota                                      | Apenas cliente                   | Cliente e anfitrião                    | Cliente e anfitrião                    | Cliente e anfitrião                    | Cliente e anfitrião                                                                  | Cliente e anfitrião                    |
| App Remoto                                                   | Apenas cliente                   | Apenas cliente                         | Apenas cliente                         | Cliente e anfitrião                    | Apenas cliente                                                                       | Cliente e anfitrião                    |
| Suporte ReFS                                                 | Não é possível criar, desde 1709 | Não é possível criar, desde 1709       | Não é possível criar, desde 1709       | Não é possível criar, desde 1709       | Sim                                                                                  | Sim                                    |
| Subsistema Windows para Linux                                | SKUs de 64-bits apenas           | SKUs 64-bits apenas desde 1607         | SKUs 64-bits apenas desde 1607         | SKUs 64-bits apenas desde 1607         | SKUs 64-bits apenas desde 1607                                                       | SKUs 64-bits apenas desde 1607         |
| Sandbox do Windows                                           | Não                              | Apenas 64-bit                          | Apenas 64-bit                          | Apenas 64-bit                          | Apenas 64-bit                                                                        | Apenas 64-bit                          |
| Hyper-V                                                      | Não                              | SKUs de 64-bit apenas                  | SKUs de 64-bit apenas                  | SKUs de 64-bit apenas                  | SKUs de 64-bit apenas                                                                | SKUs de 64-bit apenas                  |
| Acesso Atribuído 8.1                                         | Não                              | Sim                                    | Sim                                    | Sim                                    | Sim                                                                                  | Sim                                    |
| BitLocker                                                    | Não                              | Sim                                    | Sim                                    | Sim                                    | Sim                                                                                  | Sim                                    |
| Microsoft Store for Business                                 | Não                              | Sim                                    | Sim                                    | Sim                                    | Sim                                                                                  | Sim                                    |
| Conditional Access                                           | Não                              | Sim                                    | Sim                                    | Sim                                    | Sim                                                                                  | Sim                                    |
| Device Guard                                                 | Não                              | Sim                                    | Sim                                    | Sim                                    | Sim                                                                                  | Sim                                    |
| Sistema de criptografia de arquivos                          | Não                              | Sim                                    | Sim                                    | Sim                                    | Sim                                                                                  | Sim                                    |
| Proteção de dados corporativos                               | Não                              | Sim                                    | Sim                                    | Sim                                    | Sim                                                                                  | Sim                                    |
| Modo Empresarial Internet Explorer (EMIE)                    | Não                              | Sim                                    | Sim                                    | Sim                                    | Sim                                                                                  | Sim                                    |
| Ingressar em um domínio e gerenciamento de Política de Grupo | Não                              | Sim                                    | Sim                                    | Sim                                    | Sim                                                                                  | Sim                                    |
| Ingressando em um Joining a Microsoft Azure Active Directory | Não                              | Sim                                    | Sim                                    | Sim                                    | Sim                                                                                  | Sim                                    |
| Catálogo privado                                             | Não                              | Sim                                    | Sim                                    | Sim                                    | Sim                                                                                  | Sim                                    |
| Windows Analytics                                            | Não                              | Sim                                    | Sim                                    | Sim                                    | Sim                                                                                  | Sim                                    |
| Proteção de informações do Windows                           | Não                              | Sim                                    | Sim                                    | Sim                                    | Sim                                                                                  | Sim                                    |
| Windows Update for Business                                  | Não                              | Sim                                    | Sim                                    | Sim                                    | Sim                                                                                  | Sim                                    |
| Suporte NVDIMM                                               | Não [ 53 ]                       | Não [ 53 ]                             | Não [ 53 ]                             | Não [ 53 ]                             | Sim                                                                                  | Sim                                    |
| Remote Direct Memory Access                                  | Não [ 54 ]                       | Não [ 54 ]                             | Não [ 54 ]                             | Não [ 54 ]                             | Sim                                                                                  | Sim                                    |
| AppLocker                                                    | Não                              | Não                                    | Não                                    | Sim                                    | Não                                                                                  | Sim                                    |
| BranchCache                                                  | Não                              | Não                                    | Não                                    | Sim                                    | Não                                                                                  | Sim                                    |
| Credential Guard (Pass the hash mitigations)                 | Não                              | Não                                    | Não                                    | Sim                                    | Não                                                                                  | Sim                                    |
| Microsoft App-V                                              | Não                              | Não                                    | Não                                    | Sim                                    | Não                                                                                  | Sim                                    |
| Microsoft Desktop Optimization Pack (MDOP)                   | Não                              | Não                                    | Não                                    | Sim                                    | Não                                                                                  | Sim                                    |
| Microsoft UE-V                                               | Não                              | Não                                    | Não                                    | Sim                                    | Não                                                                                  | Sim                                    |
| Iniciar controle de tela com Política de Grupo               | Não                              | Não                                    | Não                                    | Sim                                    | Não                                                                                  | Sim                                    |
| Controle de bloqueio da Experiência do usuário               | Não                              | Não                                    | Não                                    | Sim                                    | Não                                                                                  | Sim                                    |
| Filtro de gravação unificado (UWF)                           | Não                              | Não                                    | Não                                    | Sim                                    | Não                                                                                  | Sim                                    |
| DirectAccess                                                 | Não                              | Não                                    | Não                                    | Sim [ 56 ]                             | Não                                                                                  | Sim                                    |
| Opção de manutenção de longo prazo disponível (LTSC)         | Não                              | Não                                    | Não                                    | Não                                    | Não                                                                                  | Sim                                    |
| Windows To Go                                                | Não                              | Não, desde 2004                        | Não, desde 2004                        | Não, desde 2004                        | Não, desde 2004                                                                      | Não, desde 2004                        |
| Características                                              | Home                             | Pro                                    | Pro Education                          | Education                              | Pro for Workstations                                                                 | Enterprise                             |

[1] O limite de 4GB para edições de 32bits é uma limitação do endereçamento de 32bits, não do próprio Windows 10. Na prática, menos de 4GB de memória são endereçáveis, pois o espaço de 4GB também inclui os periféricos mapeados na memória.
A fórmula de licenciamento OEM da Microsoft leva em consideração o tamanho da tela, a capacidade de RAM e de armazenamento. Em meados de 2015, esperava-se que os dispositivos com 4GB de RAM fossem $20 mais caros do que os dispositivos com 2GB de RAM.

## Caminho de atualização

### Upgrade gratuito
No momento do lançamento, a Microsoft considerou os usuários do Windows 7 (com Service Pack 1) e do Windows 8.1 qualificados para atualizar para o Windows 10 gratuitamente, desde que a atualização ocorra dentro de um ano da data de lançamento inicial do Windows 10. O Windows RT e as respectivas edições Enterprise do Windows 7, 8 e 8.1 foram excluídos desta oferta.
| Versão e edição do Windows | Edição do Windows 10 |
| -------------------------- | -------------------- |
| Windows 7 Starter          | Home                 |
| Windows 7 Home Basic       | Home                 |
| Windows 7 Home Premium     | Home                 |
| Windows 8.1 with Bing      | Home                 |
| Windows 8.1                | Home                 |
| Windows 7 Professional     | Pro                  |
| Windows 7 Ultimate         | Pro                  |
| Windows 8.1 Pro            | Pro                  |
| Windows Phone 8.1          | Mobile               |

### Atualização comercial
A tabela a seguir resume os possíveis caminhos de atualização que podem ser seguidos, desde que as licenças adequadas sejam adquiridas.
| Item      | Significado                                                                             |
| --------- | --------------------------------------------------------------------------------------- |
| Upgrade   | A atualização é possível, preservando aplicativos, configurações e dados.               |
| Clean     | A atualização é possivel, mas todos os aplicativos, configurações e dados são perdidos. |
| Downgrade | A atualização é possível, mas alguns recursos foram perdidos.                           |

| Versão Windows | Edição Windows        | Alvo de atualização | Alvo de atualização | Alvo de atualização             | Alvo de atualização      | Alvo de atualização  | Alvo de atualização   | Alvo de atualização |
| Versão Windows | Edição Windows        | Windows 10 Home     | Windows 10 Pro      | Windows 10 Pro for Workstations | Windows 10 Pro Education | Windows 10 Education | Windows 10 Enterprise | Windows 10 Mobile   |
| -------------- | --------------------- | ------------------- | ------------------- | ------------------------------- | ------------------------ | -------------------- | --------------------- | ------------------- |
| Windows 7      | Starter               | Upgrade             | Upgrade             | Upgrade                         | Upgrade                  | Upgrade              | Clean                 | —                   |
| Windows 7      | Home Basic            | Upgrade             | Upgrade             | Upgrade                         | Upgrade                  | Upgrade              | Clean                 | —                   |
| Windows 7      | Home Premium          | Upgrade             | Upgrade             | Upgrade                         | Upgrade                  | Upgrade              | Clean                 | —                   |
| Windows 7      | Professional          | Downgrade           | Upgrade             | Upgrade                         | Upgrade                  | Upgrade              | Upgrade               | —                   |
| Windows 7      | Ultimate              | Downgrade           | Upgrade             | Upgrade                         | Upgrade                  | Upgrade              | Upgrade               | —                   |
| Windows 7      | Enterprise            | Clean               | Clean               | Upgrade                         | Clean                    | Upgrade              | Upgrade               | —                   |
| Windows 8.1    | (Core)                | Upgrade             | Upgrade             | Upgrade                         | Upgrade                  | Upgrade              | Clean                 | —                   |
| Windows 8.1    | with Bing             | Upgrade             | Upgrade             | Upgrade                         | Upgrade                  | Upgrade              | Clean                 | —                   |
| Windows 8.1    | Pro                   | Downgrade           | Upgrade             | Upgrade                         | Upgrade                  | Upgrade              | Upgrade               | —                   |
| Windows 8.1    | Pro for Students      | Downgrade           | Upgrade             | Upgrade                         | Upgrade                  | Upgrade              | Upgrade               | —                   |
| Windows 8.1    | Pro with Media Center | Downgrade           | Upgrade             | Upgrade                         | Upgrade                  | Upgrade              | Upgrade               | —                   |
| Windows 8.1    | Enterprise            | Clean               | Clean               | Clean                           | Clean                    | Upgrade              | Upgrade               | —                   |
| Windows 8.1    | Embedded Industry     | Clean               | Clean               | Clean                           | Clean                    | Clean                | Upgrade               | —                   |
| Windows 8.1    | Windows RT            | —                   | —                   | —                               | —                        | —                    | —                     | —                   |
| Windows 8.1    | Phone 8.1             | —                   | —                   | —                               | —                        | —                    | —                     | Upgrade             |
| Windows 10     | Home                  | —                   | Upgrade             | Upgrade                         | Upgrade                  | Upgrade              | Upgrade               | —                   |
| Windows 10     | Pro                   | Downgrade           | —                   | Upgrade                         | Upgrade                  | Upgrade              | Upgrade               | —                   |
| Windows 10     | Pro for Workstations  | Downgrade           | Downgrade           | —                               | Upgrade                  | Upgrade              | Upgrade               | —                   |
| Windows 10     | Pro Education         | Downgrade           | Upgrade             | Upgrade                         | —                        | Clean                | Clean                 | —                   |
| Windows 10     | Education             | Clean               | Clean               | Clean                           | Clean                    | —                    | Upgrade               | —                   |
| Windows 10     | Enterprise            | Clean               | Clean               | Clean                           | Clean                    | Downgrade            | —                     | —                   |
| Windows 10     | Mobile                | —                   | —                   | —                               | —                        | —                    | —                     | —                   |

## Branchs de lançamento
Novos lançamentos do Windows 10, chamados de atualizações de recursos, são lançados duas vezes por ano como uma atualização gratuita para usuários existentes do Windows 10. Cada atualização de recurso contém novos recursos e outras alterações no sistema operacional. O ritmo em que um sistema recebe atualizações de recursos depende do branch de lançamento do qual o sistema baixa suas atualizações. O Windows 10 Pro, Enterprise e Education podem opcionalmente usar uma filial que recebe atualizações em um ritmo mais lento. Esses modos podem ser gerenciados por meio de configurações do sistema, Windows Server Update Services (WSUS), Windows Update for Business, Política de Grupo ou por meio de sistemas de Gerenciamento de dispositivos móveis, como o Microsoft Intune.

### Windows Insider
O Windows Insider é um programa de testes beta que permite o acesso a compilações de pré-lançamento do Windows 10; ele foi projetado para permitir que usuários avançados, desenvolvedores e fornecedores testem e forneçam comentários sobre futuras atualizações de recursos do Windows 10 à medida que são desenvolvidas. O próprio Windows Insider consiste em quatro "anéis", "Rápido" (que recebe novas compilações à medida que são lançadas), "Lento" (que recebe novas compilações em um atraso após ser implantado para usuários de anel Rápido), "Realease Preview" (que recebe acesso antecipado a atualizações para o Current Branch) e anteriormente "Skip Ahead" (que recebe compilações precoces para a próxima atualização de recursos enquanto uma versão mais atual está sendo concluída).

### Canal semestral
O Canal Semestral (direcionado), do ingles Semi-Annual Channel (Targeted), anteriormente conhecido como Current Branch (CB), distribui todas as atualizações de recursos à medida que se graduam no Windows Insider branch. A Microsoft oferece suporte apenas à compilação mais recente. Uma atualização de recurso pode ser adiada por até 365 dias, uma atualização de qualidade pode ser adiada por até 30 dias antes de ser listada como disponível no Windows Update. A partir da versão 1703, configurações adicionais são fornecidas para pausar a verificação de atualizações por até 35 dias, mas não estavam disponíveis no Windows 10 Home até a versão 1903.
O Canal Semestral, do inglês Semi-Annual Channel, anteriormente conhecido como Current Branch fo Business (CBB), distribui atualizações de recursos em um atraso de quatro meses de seu lançamento original para o Canal Semestral. Isso permite que clientes e fornecedores avaliem e realizem testes adicionais em novas construções antes de implementações mais amplas. Os dispositivos podem ser alternados de volta para o canal semestral (direcionado) a qualquer momento. O Canal Semestral não está disponível no Windows 10 Home.

### Canal de manutenção de longo prazo
Esta opção de serviço, o canal de manutenção de longo prazo, do inglês Long-Term Servicing Channel (LTSC), está disponível exclusivamente para edições Windows 10 Enterprise, IoT Core e IoT Enterprise LTSC. Os instantâneos de distribuição dessas edições são atualizados a cada 2-3 anos. Os builds do LTSC seguem a política de suporte tradicional da Microsoft que estava em vigor antes do Windows 10: eles não são atualizados com novos recursos e recebem suporte com atualizações críticas por 10 anos após seu lançamento. A Microsoft oficialmente desencoraja o uso de LTSC fora de "dispositivos de uso especial" que executam uma função fixa e, portanto, não requerem novos recursos de experiência do usuário. Como resultado, ele exclui a Windows Store, a maioria das funcionalidades da Cortana e a maioria dos aplicativos agrupados (incluindo o Microsoft Edge). De acordo com um anúncio da Microsoft, esta opção de serviço foi renomeada de Long-Term Servicing Branch (LTSB) em 2016 para Long-Term Servicing Channel (LTSC) em 2018, para coincidir com as mudanças de nome mencionadas acima.